# Barry Buchanan
Barry Buchanan (nascido em 15 de janeiro de 1968) é um ex-lutador de wrestling profissional estadunidense, mais conhecido pela sua aparição na WWE sob os ring names Bull Buchanan e B-2.

## No wrestling
- Finishing moves
  - Scissors kick
  - Fireman's carry takeover
  - Camel clutch com um sleeperhold
  - Diving leg drop

- Movimentos secundários
  - Diving axe handle elbow drop
  - Inverted atomic drop
  - Powerbomb
  - Russian legsweep
  - Skull vice
  - Swinging neckbreaker
  - Turnbuckle climb into a rebounded diving clothesline

- Managers
  - The Commandant
  - Jim Cornette
  - The Jackal
  - Steven Richards
  - John Cena
  - Kenny Bolin

## Títulos e prêmios
- All Japan Pro Wrestling
  - AJPW All Asia Tag Team Championship (1 vez) – com Rico Constantino

- Georgia Championship Wrestling / Great Championship Wrestling
  - GCW Heavyweight Championship (1 vez)
  - GCW Tag Team Championship (3 vezes) – com A.J. Steele (1),[2] David Young (1) e Johnny Swinger (1)

- Global Championship Wrestling
  - GCW Heavyweight Championship (1 vez)

- Music City Wrestling
  - MCW North American Heavyweight Championship (1 vez)

- Ohio Valley Wrestling
  - OVW Southern Tag Team Championship (1 vez) – com Mr. Black[3]

- Pro Wrestling America
  - PWA Heavyweight Championship (2 vezes)

- Pro Wrestling Illustrated
  - PWI o colocou na 81ª posição dos 500 melhores wrestlers do ano em 2001[4]

- Pro Wrestling Noah
  - GHC Tag Team Championship (1 vez) – com D'Lo Brown

- Rampage Pro Wrestling
  - RPW Heavyweight Championship (1 vez)

- United States Wrestling Association
  - USWA World Tag Team Championship (3 vezes) – com The Interrogator

- World Wrestling Federation
  - WWF Tag Team Championship (1 vez) – com The Goodfather

- Southern Extreme Championship Wrestling
  - SECW World Heavyweight Championship (2 vezes)[5]